# Umbellapathes helioanthes
Umbellapathes helioanthes är en korallart som beskrevs av Opresko 2005. Umbellapathes helioanthes ingår i släktet Umbellapathes och familjen Schizopathidae. Inga underarter finns listade i Catalogue of Life.